# Simon Aspelin
Simon Aspelin (* 11. květen 1974 v Saltsjöbadenu, Švédsko) je bývalý švédský profesionální tenista. Během své kariéry vyhrál doposud 12 turnajů ATP World Tour ve čtyřhře.

## Finálová utkání na Olympijských hrách ve čtyřhře (1)

### Prohry (1)
| Rok  | Turnaj | Partner          | Vítězové                         | Výsledek            |
| 2008 | Peking | Thomas Johansson | Roger Federer Stanislas Wawrinka | 6–4, 6–3, 6–74, 6–3 |

## Finálová utkání na turnajích Grand Slamu ve čtyřhře (1)

### Vítězství (1)
| Rok  | Turnaj  | Partner       | Soupeři ve finále         | Výsledek |
| 2007 | US Open | Julian Knowle | Lukáš Dlouhý Pavel Vízner | 6–2, 6–3 |

## Finálová utkání na Turnajích mistrů (1)

### Prohry (1)
| Rok  | Turnaj  | Partner       | Vítězové                   | Výsledek |
| 2007 | Šanghaj | Julian Knowle | Mark Knowles Daniel Nestor | 7–5, 6–4 |

## Finálové účasti na turnajích ATP World Tour (32)

### Čtyřhra - výhry (12)
| Legenda                                                       |
| Grand Slam (1)                                                |
| ATP International Series Gold / ATP World Tour 500 Series (3) |
| ATP International Series / ATP World Tour 250 Series (8)      |

| Tituly dle povrchu |
| Tvrdý (5)          |
| Antuka (5)         |
| Tráva (1)          |
| Koberec (1)        |

| Č.  | Datum             | Turnaj               | Povrch      | Partner           | Soupeři ve finále                   | Výsledek          |
| 1.  | 13. únor 2000     | Marseille, Francie   | tvrdý (h)   | Johan Landsberg   | Juan Ignacio Carrasco Jairo Velasco | 7-6(2), 6-4       |
| 2.  | 25. květen 2003   | St. Pölten, Rakousko | antuka      | Massimo Bertolini | Sargis Sargsian Nenad Zimonjić      | 6-4, 6-7(8), 6-3  |
| 3.  | 13. červenec 2003 | Båstad, Švédsko      | antuka      | Massimo Bertolini | Lucas Arnold Ker Mariano Hood       | 6-7(3), 6-0, 6-4  |
| 4.  | 6. únor 2005      | Delray Beach, USA    | tvrdý       | Todd Perry        | Jordan Kerr Jim Thomas              | 6-3, 6-3          |
| 5.  | 20. únor 2005     | Memphis, USA         | tvrdý (h)   | Todd Perry        | Bob Bryan Mike Bryan                | 6-4, 6-4          |
| 6.  | 29. říjen 2006    | Petrohrad, Rusko     | koberec (h) | Todd Perry        | Julian Knowle Jürgen Melzer         | 6-1, 7-6(3)       |
| 7.  | 27. květen 2007   | Pörtschach, Rakousko | antuka      | Julian Knowle     | Leoš Friedl David Škoch             | 7-6(6), 5-7, 10-5 |
| 8.  | 17. červen 2007   | Halle, Německo       | tráva       | Julian Knowle     | Fabrice Santoro Nenad Zimonjić      | 6-4, 7-6(5)       |
| 9.  | 15. červenec 2007 | Båstad, Švédsko      | antuka      | Julian Knowle     | Martín García Sebastian Prieto      | 6-2, 6-4          |
| 10. | 9. září 2007      | US Open, USA         | tvrdý       | Julian Knowle     | Lukáš Dlouhý Pavel Vízner           | 7-5, 6-4          |
| 11. | 26. červenec 2009 | Hamburg, Německo     | antuka      | Paul Hanley       | Marcelo Melo Filip Polášek          | 6-3, 6-3          |
| 12. | 27. únor 2010     | Dubaj, SAE           | tvrdý       | Paul Hanley       | Lukáš Dlouhý Leander Paes           | 6-2, 6-3          |

### Čtyřhra - prohry (20)
| Legenda                                                       |
| Olympijské hry (1)                                            |
| Tennis Masters Cup (1)                                        |
| ATP Masters Series / ATP World Tour Masters 1000 (1)          |
| ATP International Series Gold / ATP World Tour 500 Series (4) |
| ATP International Series / ATP World Tour 250 Series (13)     |

| Finále dle povrchu |
| Tvrdý (10)         |
| Antuka (9)         |
| Tráva (1)          |
| Koberec (0)        |

| Č.  | Datum             | Turnaj                  | Povrch    | Partner          | Vítězové                          | Výsledek              |
| 1.  | 15. červenec 2001 | Båstad, Švédsko         | antuka    | Andrew Kratzmann | Karsten Braasch Jens Knippschild  | 7-6(3), 4-6, 7-6(5)   |
| 2.  | 29. červenec 2001 | Kitzbühel, Rakousko     | antuka    | Andrew Kratzmann | Àlex Corretja Luis Lobo           | 6-1, 6-4              |
| 3.  | 24. únor 2002     | Buenos Aires, Argentina | antuka    | Andrew Kratzmann | Gastón Etlis Martin Rodriguez     | 3-6, 6-3, 10-4        |
| 4.  | 14. duben 2002    | Estoril, Portugalsko    | antuka    | Andrew Kratzmann | Karsten Braasch Andrej Olchovskij | 6-3, 6-3              |
| 5.  | 14. září 2003     | Bukurešť, Rumunsko      | antuka    | Jeff Coetzee     | Karsten Braasch Sargis Sargsian   | 7-6(7), 6-2           |
| 6.  | 11. červenec 2004 | Båstad, Švédsko         | antuka    | Todd Perry       | Mahesh Bhupathi Jonas Björkman    | 4-6, 7-6(2), 7-6(6)   |
| 7.  | 18. červenec 2004 | Stuttgart, Německo      | antuka    | Todd Perry       | Jiří Novák Radek Štěpánek         | 6-2, 6-4              |
| 8.  | 9. leden 2005     | Adelaide, Austrálie     | tvrdý     | Todd Perry       | Xavier Malisse Olivier Rochus     | 7-6(5), 6-4           |
| 9.  | 16. leden 2005    | Auckland, Nový Zéland   | tvrdý     | Todd Perry       | Yves Allegro Michael Kohlmann     | 6-4, 7-6(4)           |
| 10. | 19. červen 2005   | Nottingham, V. Británie | tráva     | Todd Perry       | Jonathan Erlich Andy Ram          | 4-6, 6-3, 7-5         |
| 11. | 24. červenec 2005 | Indianapolis, USA       | tvrdý     | Todd Perry       | Paul Hanley Graydon Oliver        | 6-2, 3-1, skreč       |
| 12. | 9. říjen 2005     | Tokio, Japonsko         | tvrdý     | Todd Perry       | Satoši Iwabuči Takao Suzuki       | 5-4(3), 5-4(13)       |
| 13. | 15. leden 2006    | Auckland, Nový Zéland   | tvrdý     | Todd Perry       | Andrei Pavel Rogier Wassen        | 6-3, 5-7, 10-4        |
| 14. | 14. leden 2007    | Auckland, Nový Zéland   | tvrdý     | Chris Haggard    | Jeff Coetzee Rogier Wassen        | 6-7(11), 6-3, 10-2    |
| 15. | 18. listopad 2007 | Šanghaj, Čína           | tvrdý (h) | Julian Knowle    | Mark Knowles Daniel Nestor        | 6-2, 6-3              |
| 16. | 16. srpen 2008    | Peking, Čína            | tvrdý     | Thomas Johansson | Roger Federer Stanislas Wawrinka  | 6-3, 6-4, 6-7(4), 6-3 |
| 17. | 12. duben 2009    | Casablanca, Maroko      | antuka    | Paul Hanley      | Łukasz Kubot Oliver Marach        | 7-6(4), 3-6, 10-6     |
| 18. | 17. květen 2009   | Madrid, Španělsko       | antuka    | Wesley Moodie    | Daniel Nestor Nenad Zimonjić      | 6-4, 6-4              |
| 19. | 25. říjen 2009    | Stockholm, Švédsko      | tvrdý (h) | Paul Hanley      | Bruno Soares Kevin Ullyett        | 6-4, 7-6(4)           |
| 20. | 14. únor 2010     | Rotterdam, Nizozemí     | tvrdý (h) | Paul Hanley      | Daniel Nestor Nenad Zimonjić      | 6-4, 4-6, 10-7        |

## Davisův Pohár
Simon Aspelin se zúčastnil 9 zápasů v Davis Cupu  za tým Švédska s bilancí 0-1 ve dvouhře a 3-6 ve čtyřhře.

## Postavení na žebříčku ATP ve čtyřhře na konci sezóny
| Rok    | 1997 | 1998   | 1999   | 2000  | 2001  | 2002  | 2003  | 2004  | 2005  | 2006  | 2007 | 2008  | 2009  |
| Pořadí | 443. | ▲ 294. | ▲ 109. | ▲ 51. | ▲ 50. | ▼ 56. | ▲ 41. | ▼ 45. | ▲ 17. | ▼ 19. | ▲ 8. | ▼ 22. | ▼ 23. |